# جرة زركسيس الأول
جرة زركسيس الأول هي جرة من الكالسيت أو المرمر، وهي من نوع ألاباسترون [الإنجليزية]، تحمل توقيعًا رباعي اللغات للحاكم الأخميني زركسيس الأول (حكم 486-465 قبل الميلاد)، والتي تم اكتشافها في أنقاض ضريح هاليكارناسوس، في كاريا، في تركيا الحديثة، عند سفح الدرج الغربي. وهو الآن موجود في المتحف البريطاني، على الرغم من أنه غير معروض حاليًا.

## الوصف
تحتوي الجرة على نفس النقش القصير باللغات الفارسية القديمة والمصرية والبابلية والعيلامية:   
𐎧𐏁𐎹𐎠𐎼𐏁𐎠 𐏐 𐏋 𐏐 𐎺𐏀𐎼𐎣

(Xšayāršā : XŠ : vazraka)

"زركسيس: الملك العظيم."— نقش فارسي قديم على جرة زركسيس، ضريح هاليكارناسوس.
وظيفة هذه الجرة غير معروفة جيدا. ربما كانت تحتوي على بعض مياه النيل، التي تم تلقيها كرمز للخضوع. هناك أمثلة أخرى قليلة من الجرار المتشابهة على نطاق واسع معروفة في جميع أنحاء الإمبراطورية الأخمينية، بما في ذلك الجرة من داريوس الأول. ربما كانت الجرة جزءًا من مجموعة ساتراب الكاريان، وتشهد على الاتصالات الوثيقة بين حكام الكاريان والإمبراطورية الأخمينية.
كانت المزهريات، ذات الأصل المصري، ثمينة للغاية بالنسبة للأخمينيين، وربما يكون زركسيس قد قدمها كهدية إلى حكام الكاريان، ثم احتفظ بها كشيء ثمين.  على وجه الخصوص، ربما يكون زركسيس قد قدم الجرة الثمينة إلى سلالة كاريا أرتميسيا الأولى، التي تصرفت بجدارة باعتبارها الأدميرال الوحيدة لديه أثناء الغزو الفارسي الثاني لليونان، وخاصة في معركة سلاميس.

توجد الجرة في المتحف البريطاني. ارتفاعه 28.8 سم، وقطره عند الحافة 12.8 سم.  تم التنقيب عنه من تشارلز توماس نيوتن [الإنجليزية] في عام 1857 م.

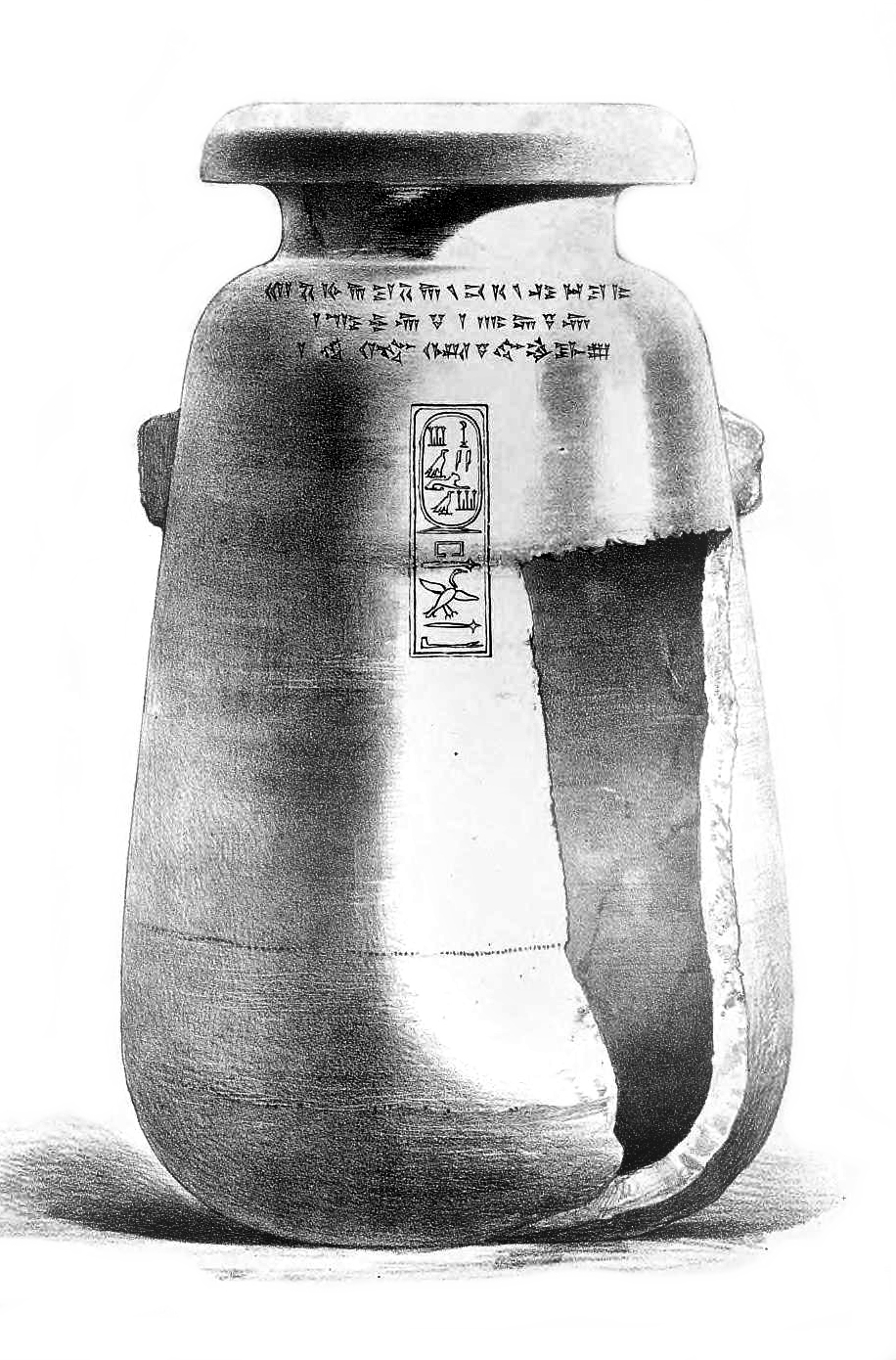
جرة زركسيس الأول، في وقت اكتشافها.
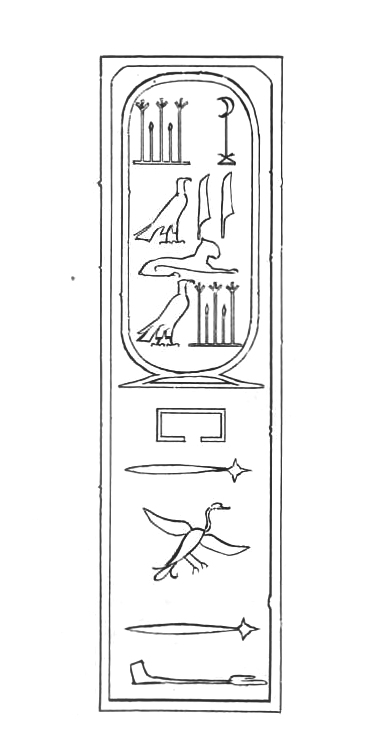
نقش هيروغليفي على الجرة: "الملك العظيم خشايارشا".
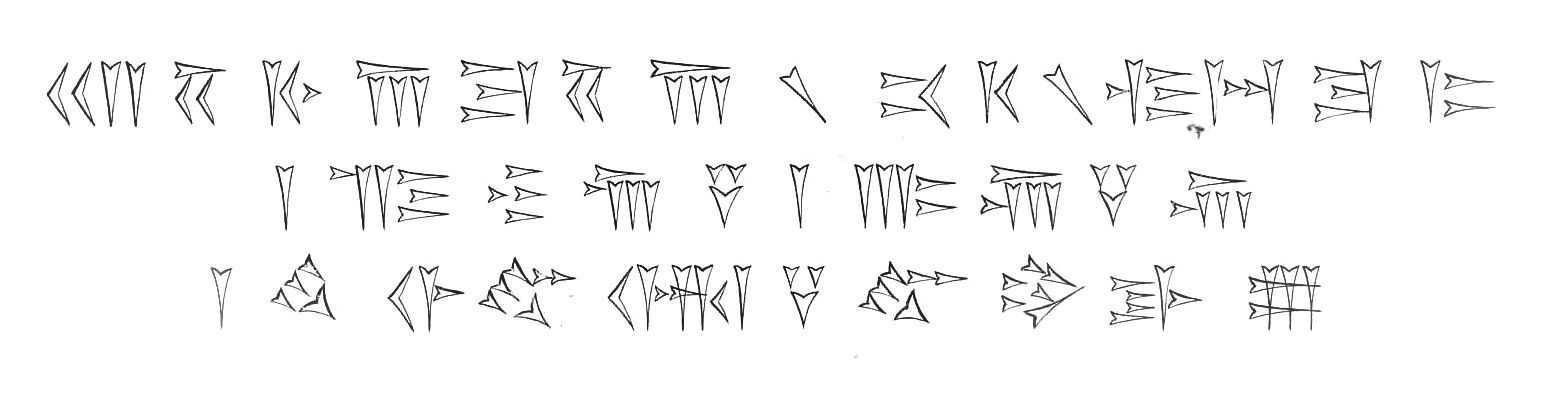
نقوش مسمارية على الجرة (الملك العظيم خشايارشا) بثلاث لغات، الفارسية القديمة أولاً.
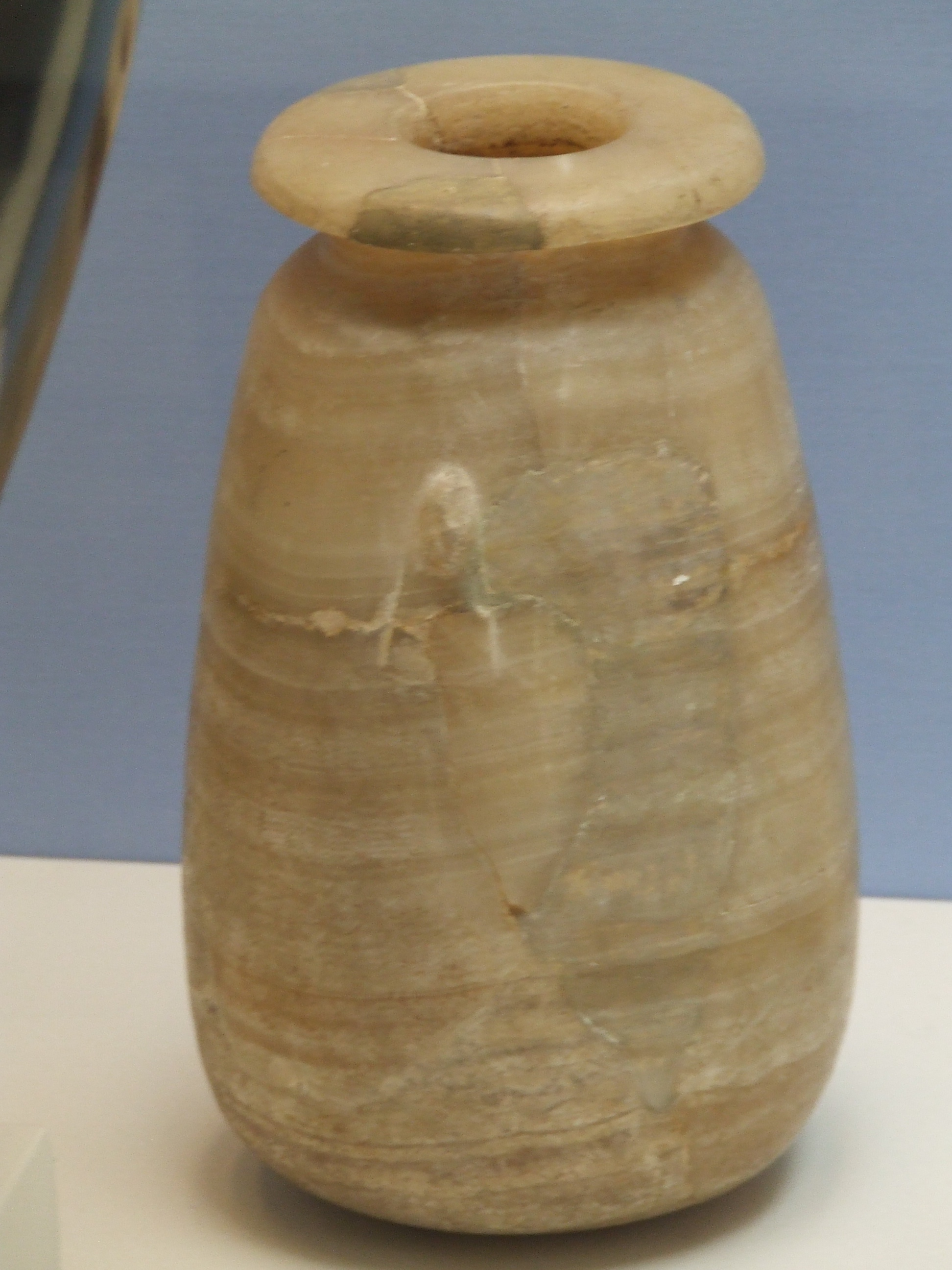
الجرة في المتحف البريطاني (جانبية)

## جرار مماثلة
توجد بعض أواني المرمر المشابهة، من عهد داريوس الأول إلى زركسيس، وبعض حكام الأخمينيين اللاحقين، وخاصة أرتحشستا الأول.

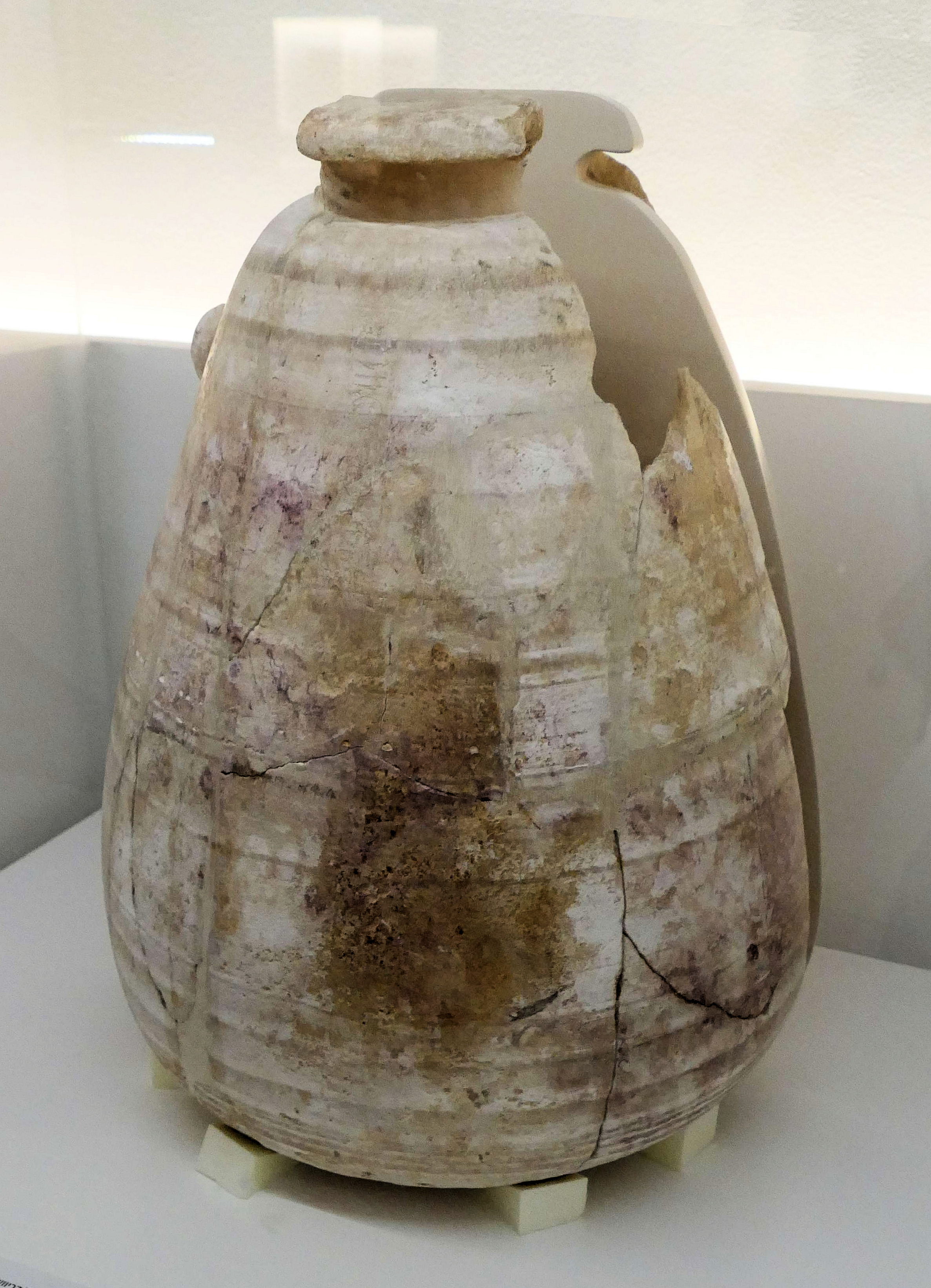
مزهرية مصرية من المرمر لداريوس الأول عليها نقوش هيروغليفية ومسمارية رباعية اللغات
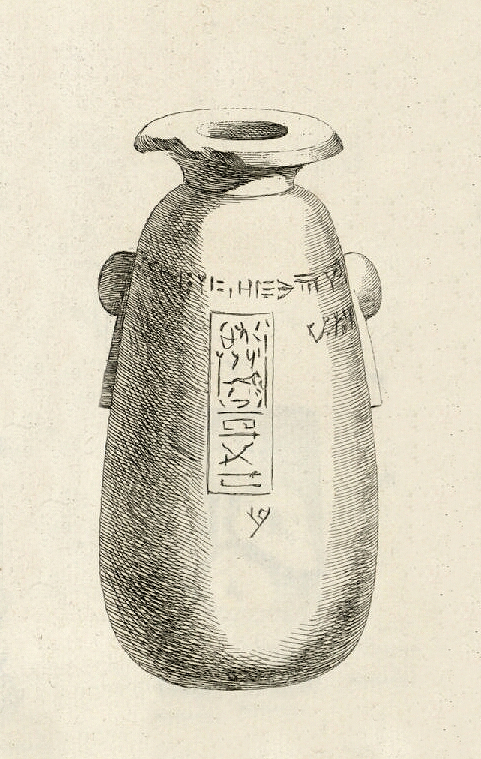
كان مزهرية كايلوس [الإنجليزية]، التي تم الحصول عليها حوالي عام 1760، أساسية في فك رموز الكتابة المسمارية .
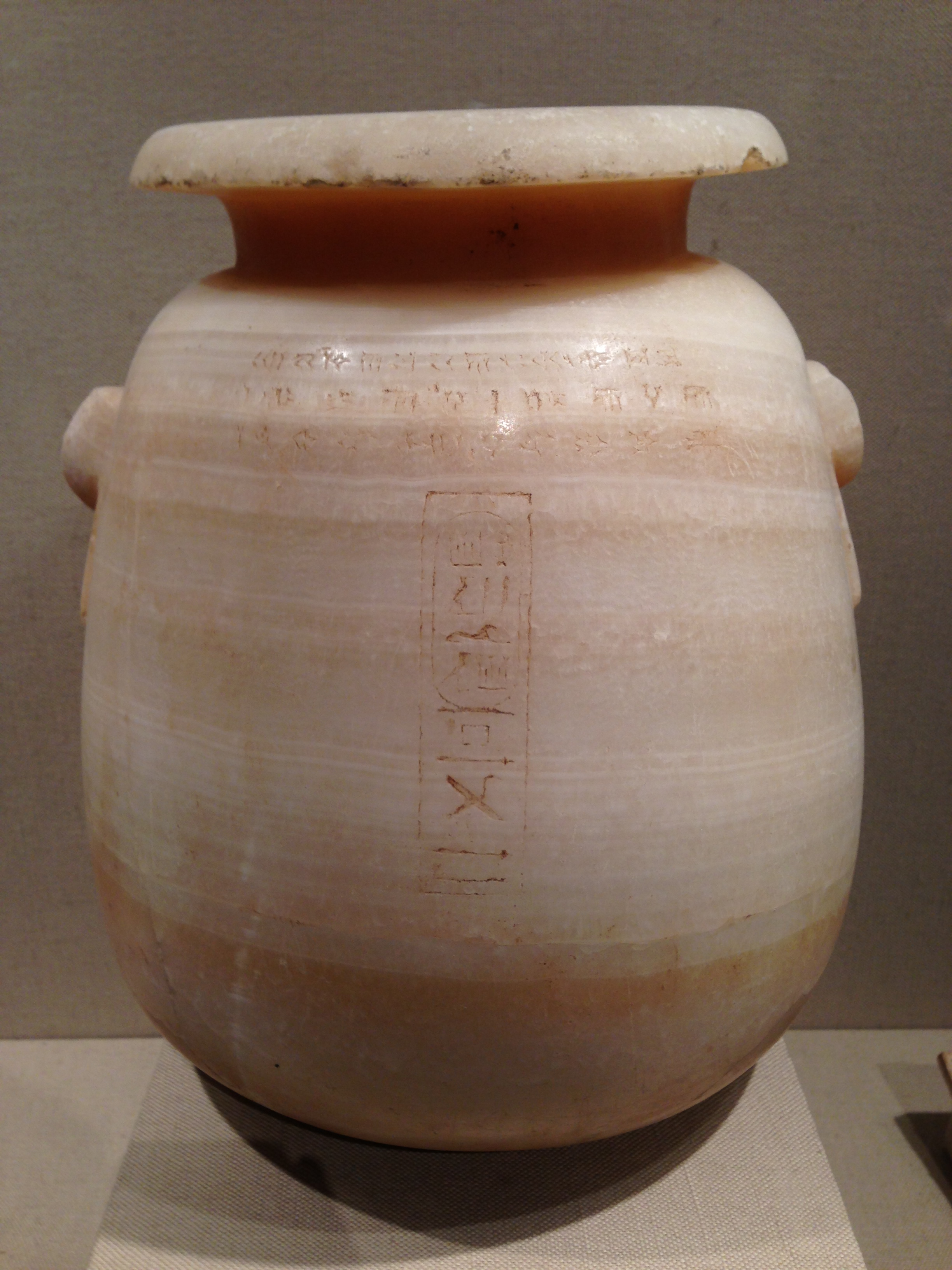
جرة أخرى لخشايارشا الأول، في متحف متروبوليتان للفنون .
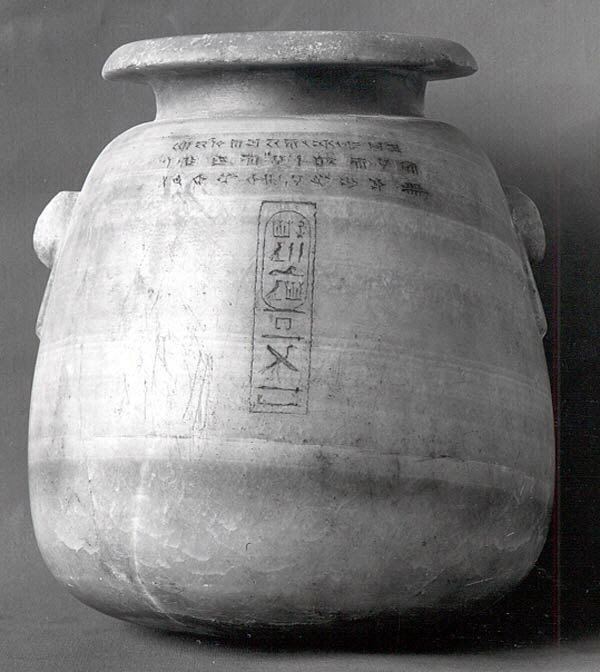
نفس الجرة في التصوير الفوتوغرافي بالأبيض والأسود.
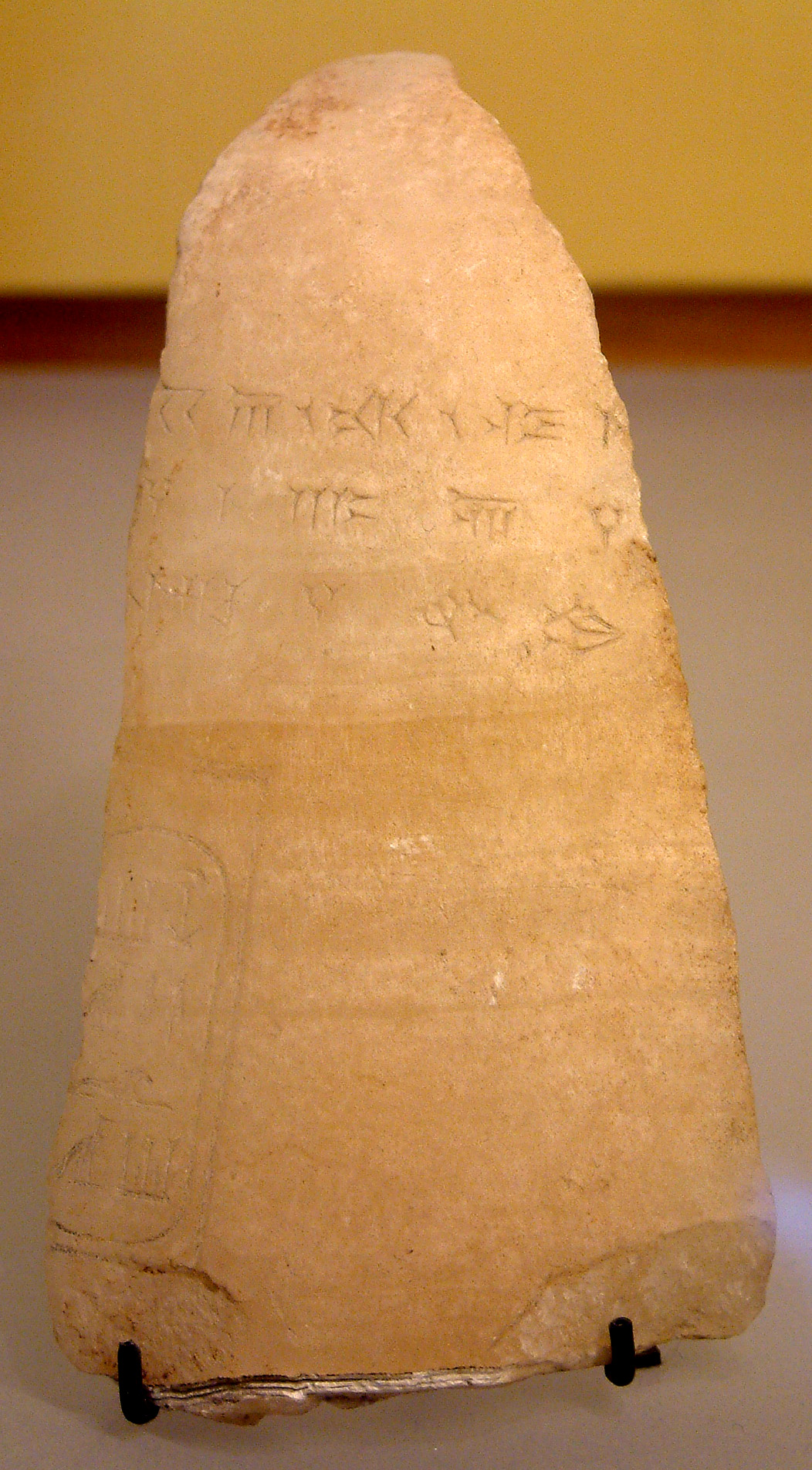
جزء من جرة للملك زركسيس الأول. متحف اللوفر
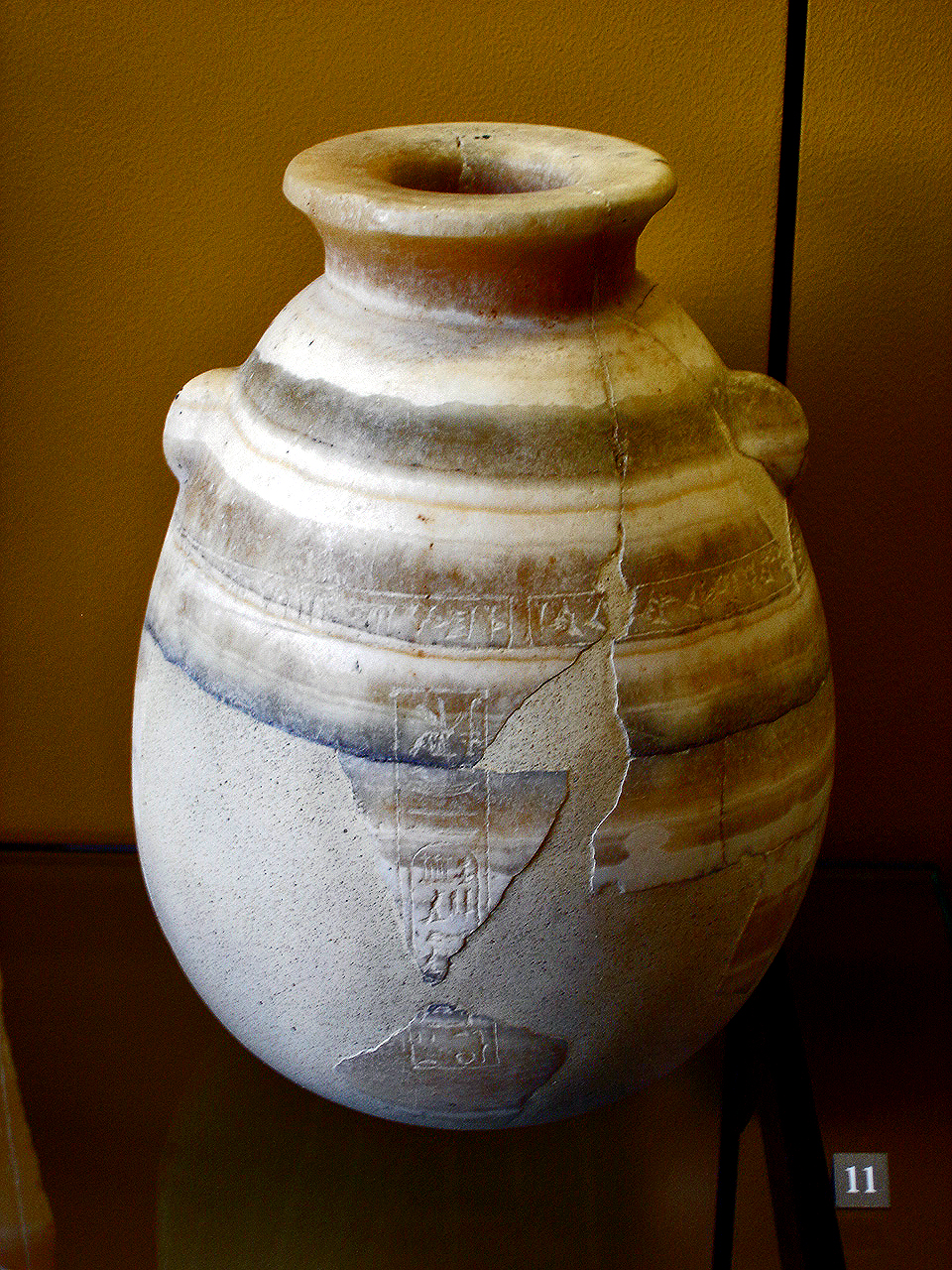
جرة زركسيس الأول، السنة الثانية. متحف اللوفر
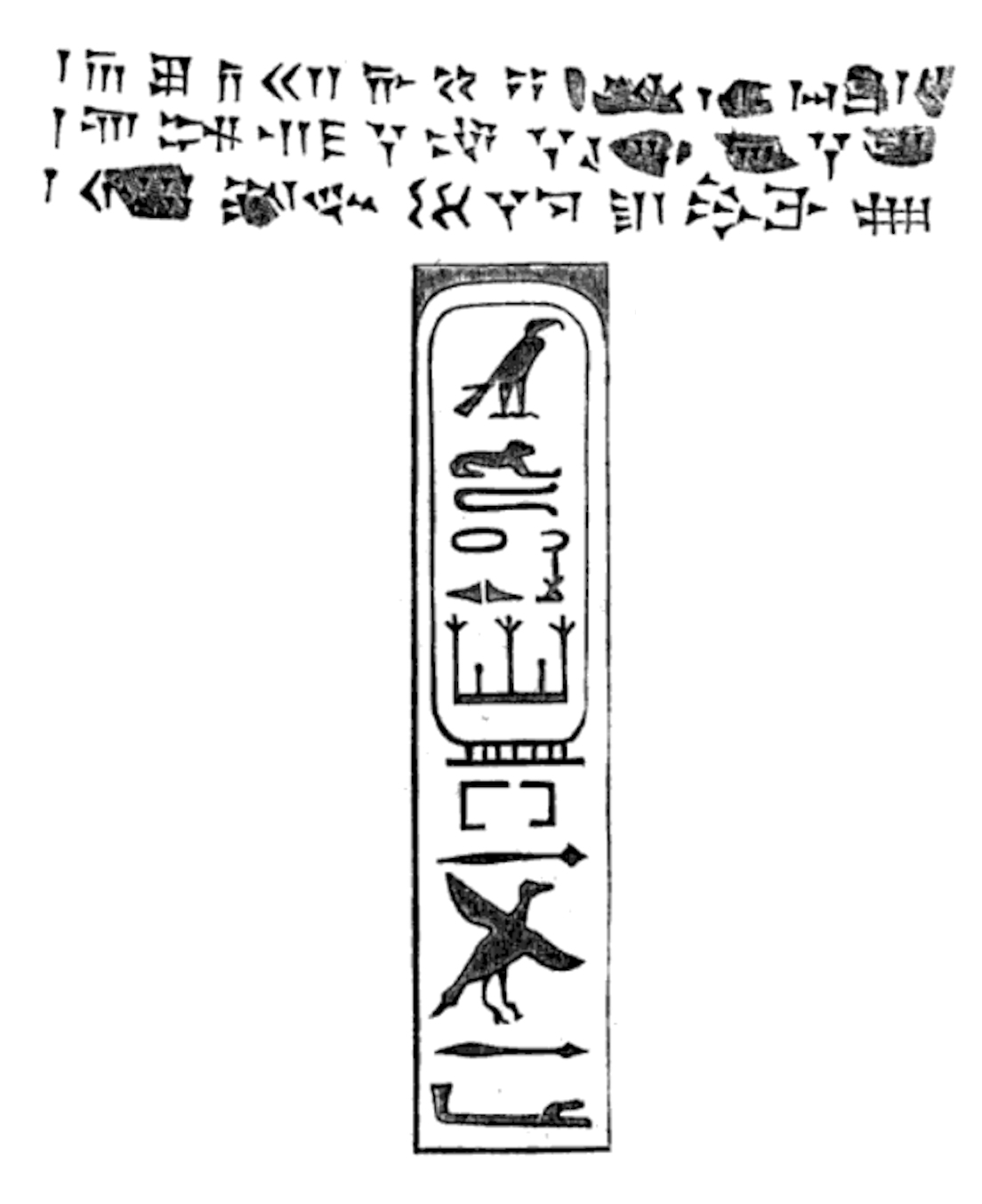
نقش رباعي اللغات لأرتحشستا الأول على مزهرية مصرية من المرمر.

## طالع أيضًا
- تاريخ مصر الأخمينية
- قائمة الآثار الإيرانية في الخارج [الإنجليزية]